# Bibliographie sur Donatien Alphonse François de Sade
Bibliographie chronologique des ouvrages écrits sur l'œuvre de Donatien Alphonse François de Sade :

## Essais et revues
- Paul Lacroix (sous le pseudonyme de P.L. Jacob, bibliophile), Le Marquis de Sade, Paris, Adolphe Delahays, 1858
- Anonyme, Le Marquis de Sade, ses aventures, ses œuvres, Paris, Fayard, 1885 Feuilleton originellement publié dans L'Omnibus.
- Rachilde, La Marquise de Sade, 1887, réédition, Paris, Gallimard, 1996
- Émile Laurent, Le Sadisme et la littérature : le marquis de Sade, Paris, Vigots frères, 1903
- Henri d'Alméras, Le Marquis de Sade : l'homme et l'écrivain, Paris, Albin Michel, 1906
- Guillaume Apollinaire, L'Œuvre du marquis de Sade, pages choisies, introduction, essai bibliographique et notes par Guillaume Apollinaire, Paris, Bibliothèque des Curieux, 1909 ; rééd., Cannes, Alliage Éditions, 2014
- Robert Desnos, De l'érotisme. Considéré dans ses manifestations écrites et du point de vue de l'esprit moderne (1923), texte posthume publié en 1953 ; rééd. Paris, Gallimard, coll. « L'Imaginaire », précédé de Voici venir l'amour du fin fond des ténèbres par Annie Le Brun, 2013
- Octave Béliard, Le Marquis de Sade, Paris, Éditions du Laurier, 1928
- Georges Bataille, « La valeur d'usage de D.A.F. de Sade » (posthume), Œuvres complètes, t. II Écrits posthumes 1922-1940, Paris, Gallimard, 1970, p. 54-72 ; rééd. avec une postface de Mathilde Girard, Paris, Éditions Lignes, 2015
- André Breton, « D.A.F. de Sade », in Anthologie de l'humour noir, Paris, Le Sagittaire, 1940 ; édition augmentée 1950
- Pierre Klossowski, Sade mon prochain, Paris, Éditions du Seuil, coll. « Pierres vives », 1947 ; rééd. précédé de Le Philosophe scélérat, Paris, Éditions du Seuil, 1967
- Maurice Nadeau, « Exploration de Sade » in Marquis de Sade Œuvres, Le Cheval Ardent/La Jeune Parque, 1947 ; rééd. in Sade, l'insurrection permanente, Paris, Nadeau, 2002
- Maurice Blanchot, Lautréamont et Sade, Paris, Minuit, 1949
- Maurice Heine, Le Marquis de Sade (essais et études réunis et préfacés par Gilbert Lely), Paris, Gallimard, 1950
- Jean Paulhan, Le Marquis de Sade et sa complice, Paris, Gallimard, 1951
- Gilbert Lely, Vie du marquis de Sade, Paris, Jean-Jacques Pauvert, 1952-1957
- Georges Bataille, Sade et l'homme normal et L'Homme souverain de Sade, in L'Érotisme, Paris, Minuit, 1957
- Georges Bataille, La Littérature et le Mal, Paris, Gallimard, 1957 ; rééd. Folio, coll. « Essais », 1990
- Philippe Sollers (dir.), « La Pensée de Sade », Tel Quel, n° 28, hiver 1967
- Philippe Sollers, « Sade dans le texte », in L’Écriture et l'expérience des limites, Paris, Le Seuil, 1968 (repris de Tel Quel)
- Henri Coulet (dir.), Le Marquis de Sade, Paris, Armand Colin, 1968
- Françoise d'Eaubonne, « Sade ou l'horrible travailleur », Les Écrivains en cage, Paris, Éditions André Balland, 1970, p. 67-89
- Roland Barthes, Sade, Fourier, Loyola, Paris, Seuil, 1971
- Simone de Beauvoir, Faut-il brûler Sade ?, Paris, Gallimard, coll. « Idées », 1972
- Léo Campion, Sade franc-maçon, Paris, Cercle des amis de la Bibliothèque Initiatique, 1972, 163 p. (OCLC 422148712)
- Alice M. Laborde, Sade romancier, Neuchâtel, La Baconnière, 1974
- Philippe Roger, Sade. La philosophie dans le pressoir, Paris, Grasset, 1976
- Donald Thomas, Le marquis de Sade : biographie illustrée, Paris, Seghers, 1977
- Michel Camus (dir.), Obliques. Sade, n° 12-13, Nyons, Éditions Borderie, 1977 Avec des textes de Georges Bataille, Roland Barthes, Jean Benoît, Maurice Blanchot, Pierre Bourgeade, André Breton, Jean-Pierre Faye, Lucette Finas, Pierre Guyotat, Maurice Heine, Marcel Hénaff, Gilbert Lely, Pierre Klossowski, Félix Labisse, André Pieyre de Mandiargues, André Masson, Marcel Moreau, Jean Paulhan, Octavio Paz, Alain Robbe-Grillet, Sade ( inédits ), Philippe Sollers, photographies d'Henri Maccheroni.
- Mario Praz, La Chair, la mort et le diable dans la littérature du XIXe siècle. Le romantisme noir, trad. de l'italien par Constance Thompson Pasquali, Paris, Denoël, 1977 ; rééd. Paris, Gallimard, coll. « Tel », 1998 : chapitre « À l'enseigne du Divin Marquis »
- Chantal Thomas, Sade, l'œil de la lettre, Paris, Payot, 1978
- Marcel Hénaff, Sade, l'invention du corps libertin, Paris, PUF, 1978
- Angela Carter, La Femme sadienne, Paris, Veyrier, 1979 [The Sadeian Woman, 1979]
- Claude Quétel, De par le roy : essai sur les lettres de cachet, Toulouse, Privat, 1981 Un des chapitres de l'ouvrage est consacré à l'enfermement de Sade, « pour protéger sa famille ».
- Annie Le Brun, Les Châteaux de la subversion, Paris, J-J Pauvert, 1982 ; rééd. Paris, Gallimard, coll. « Folio essais », 1986 ; rééd. suivi de Soudain un bloc d'abîme, Sade, Paris, Gallimard, coll. « Tel », 2010
- Svein-Eirik Fauskeväg, Sade dans le surréalisme, Paris, Privat, 1982
- Collectif, Sade, Écrire la crise (Michel Camus, Philippe Roger dir.), Centre culturel international de Cerisy-la-Salle, Belfond, 1983 Contributions de Lucette Finas, Chantal Thomas, Noëlle Châtelet, Michel Delon, Jean Goulemot, Jean-Claude Bonnet, Philippe Roger, Beatrice Fink, Pierre Frantz, Béatrice Didier, Jean Erhard, Michel Camus, Jean Gillibert, Jean-Pierre Faye, etc.
- Henri Fauville, La Coste – Sade en Provence, Aix-en-Provence, Édisud, 1984
- Maurice Blanchot, Sade et Restif de La Bretonne, Bruxelles, Complexe, 1986
- Jean-Jacques Pauvert, Sade vivant, Paris, Robert Laffont
  - T. I : Une innocence sauvage 1740-1777, 1986
  - T. II : Tout ce qu'on peut concevoir dans ce genre-là, 1989
  - T. III : Cet écrivain à jamais célèbre, 1990
    - Réédition en un volume, Paris, éditions Le Tripode (ex Attila), 2013
- Annie Le Brun, Soudain un bloc d'abîme, Sade, Paris, J-J Pauvert, 1986 ; rééd. Paris, Gallimard, coll. « Folio essais », 2014
- Jean Paulhan, Le Marquis de Sade et sa complice ou les Revanches de la pudeur, Bruxelles, Complexe, 1987
- Annie Le Brun, Sade, aller et détours, Paris, Plon, 1989
- Annie Le Brun (dir.), Petits et grands théâtres du marquis de Sade, Paris, Paris Art Center, 1989
- Alice M. Laborde, Les Infortunes du marquis de Sade, Paris-Genève, Champion-Slatkine, 1990
- Jean-Louis Debauve, D.A.F. de Sade, lettres inédites et documents, préface et chronologie de Annie Le Brun, Paris, Ramsay/Jean-Jacques Pauvert, 1990
- Lucienne Frappier-Mazur, Sade et l'écriture de l'orgie, Paris, Nathan, coll. « Le Texte à l'œuvre », 1991
- Maurice Lever, Donatien Alphonse François, marquis de Sade, Paris, Fayard, 1991
  - T. 1 : Le Règne du père (1721-1760), Paris, Fayard, 1992
  - T. 2 : Le Marquis et les siens (1761-1815)
- Chantal Thomas, Sade, Paris, Éditions du Seuil, coll. « Écrivains de toujours », 1994
- Octavio Paz, Un au-delà érotique : le marquis de Sade, Paris, Gallimard, 1994
- Maurice Lever, Papiers de famille, Paris, Fayard, 1995
- Philippe Mengue, L'Ordre sadien, Paris, Éditions Kimé, 1996
- Philippe Sollers, Sade contre l'être suprême, Paris, Gallimard, 1996
- Jean-Jacques Pauvert & Pierre Beuchot, Sade en procès, Paris, Mille et Une Nuits, 1999
- Collectif, Marquis de Sade - anthologie illustrée, Glittering Images, 1999 Album recueillant les dessins, tableaux, etc. de différents artistes inspirés des textes de Sade.
- Serge Bramly, Sade, la Terreur dans le boudoir, Paris, Grasset, 2000
- Jean-Paul Brighelli, Sade, Paris, Larousse, coll. « La Vie, la Légende », 2000
- Alice M. Laborde, Le Mariage du marquis de Sade, Paris, Champion, 2000
- Alice M. Laborde, Sade authentique, Genève, Slatkine, 2000
- Alain Marc, Écrire le cri, Sade, Bataille, Maïakovski…, préface de Pierre Bourgeade, Orléans, l’Écarlate, 2000, p. 5, 51, 83, 84, 89, 106, 109, 120, 134 et hors-texte après p. 24  (ISBN 9782910142049)
- Norbert Sclippa, Le Jeu de la sphinge : Sade, et la philosophie des Lumières, New York, P. Lang, 2000
- Svein-Eirik Fauskeväg, Sade ou la tentation totalitaire, Paris, Honoré Champion, 2001
- Chantal Thomas, Sade, la dissertation et l'orgie, Paris, Rivages, 2002
- Raymond Jean, Un portrait de Sade, Arles, Actes Sud, 2002
- Jean-Baptiste Jeangène Vilmer, Sade moraliste, Paris, Droz, 2002
- Michel Brix, Sade et les félons, Paris, La Chasse au Snark, 2003
- Michel Delon et Seth Catriona (éd.), Sade en toutes lettres. Autour d'Aline et Valcour, Paris, Desjonquières, 2004
- Michel Surya (dir.), « Penser Sade », Lignes, n° 14, Paris, Léo Scheer, 2004
- Gérard Badou, Renée Pélagie, marquise de Sade, Paris, Payot, 2004
- Bernard Noël, Le Retour de Sade, Paris, Lignes-Léo Scheer, 2004
- Norbert Sclippa (dir.), Lire Sade, Actes du premier colloque international sur Sade aux USA, Charleston (Caroline du Sud), Paris, L'Harmattan, 2004
- Léo Campion, Le Drapeau noir, l'Équerre et le Compas : les Maillons libertaires de la Chaîne d'Union, Alternative libertaire, 2004, 163 p. (lire en ligne)
- François Ost, Sade à l'ombre de la loi, Paris, Odile Jacob, 2005
- Jean-Baptiste Jeangène Vilmer, Sade moraliste. Le dévoilement de la pensée sadienne à la lumière de la réforme pénale au XVIIIe siècle, préface de Maurice Lever, Genève, Droz, 2005
- Mladen Kozaoul, Le Corps dans le monde. Récits et espaces sadiens, Paris, Peeters, 2005
- Jean-Paul Curnier, À vif. Artaud, Nietzsche, Bataille, Sade, Klossowski, Pasolini, Paris, Lignes et Manifestes, 2006
- Pasquine Albertini, Sade et la République, Paris, L’Harmattan, coll. « L'Ouverture philosophique », 2006
- (en) Geoffrey Roche, « Bataille on Sade », Janus Head 9, New-York, Trivium Publications, no 1,‎ 2006, p. 157-180 (lire en ligne)
- Maurice Lever, Je jure au marquis de Sade, mon amant, de n'être jamais qu'à lui…, Paris, Fayard, 2006
- Annie Le Brun, On n'enchaîne pas les volcans, Paris, Gallimard, 2006
- Norbert Sclippa, Pour Sade, Paris, L'Harmattan, 2006
- Michel Gailliard, Langage de l’obscénité. Étude stylistique des romans de Sade : "Les Cent Vingt Journées de Sodome", les trois "Justine", "Histoire de Juliette", Paris, Honoré Champion, 2006
- Michel Delon, Les Vies de Sade, Paris, Textuel, coll. « L'atelier », 2007
  - T. I : Sade en son temps et Sade après Sade
  - T. II : Sade au travail
- Emmanuelle Sauvage, L’Œil de Sade, Paris, Honoré Champion, 2007 Lecture des tableaux dans Les Cent Vingt Journées de Sodome et les trois Justine.
- Till R. Kuhnle, « Une anthropologie de l’ultime consommateur » in French Studies in Southern Africa 37, 2007, 88-107 Quelques réflexions sur le spinozisme du Marquis de Sade.
- Michel Onfray, Les Ultras des Lumières, Contre-histoire de la philosophie, t. 4, Paris, Grasset & Fasquelle, 2007
- Jean-Baptiste Jeangène Vilmer, La Religion de Sade, Editions de l'atelier, 2008
- Frédérick Tristan, « Sade » in Don Juan le révolté, Paris, Écriture, 2009
- Liza Steiner, Sade-Houellebecq, du boudoir au sex-shop, Paris, L'Harmattan, 2009
- Florence Richter, Ces fabuleux voyous. Crimes et procès de Villon, Sade, Verlaine, Genet (préface de François Ost), Paris, Éditions Hermann, 2010
- Jacques Zimmer, Sade et le cinéma, Paris, La Musardine, 2010
- Jacques Chessex, Le Dernier crâne de M. de Sade, Paris, Grasset, 2010
- Charles Henry, La Vérité sur le marquis de Sade, préface de Christian Lacombe, Paris, La Bibliothèque, 2010
- Éric Bordas, La Philosophie dans le boudoir du marquis de Sade, Paris, Gallimard, coll. « Folio », 2010
- Éric Marty, Pourquoi le XXe siècle a-t-il pris Sade au sérieux ?, Paris, Le Seuil, 2011
- Noëlle Châtelet, Entretiens avec le marquis de Sade, Paris, Plon, 2011
- Jean van Win, Sade : Philosophe et pseudo-franc-maçon ?, Bonneuil-en-Valois, La Hutte, 2011 (lire en ligne)
- Jean-Claude Hauc, Les Châteaux de Sade, Paris, Les Éditions de Paris, 2012
- João César Monteiro, Une Semaine dans une autre ville, Journal Parisien, Paris, Éditions La Barque, 2012 Textes, Correspondances, Note d'intention de Monteiro à propos de son projet (avorté) de porter à l'écran La Philosophie dans le boudoir.
- Michel Onfray, Sade : déconstruction d'un mythe (livre audio), Frémeaux & Associés, 2012
- Jean-Luc Peurot, Tombeau du marquis de Sade, précédé de La Réalité déplacée de Bernard Noël, Paris, Honoré Champion, 2012
- Adrien Paschoud et Alexandre Wenger (dir.), Sade, sciences, savoirs et invention romanesque, Paris, Hermann, 2012
- Gonzague Saint Bris, Marquis de Sade - L'ange de l'ombre, Télémaque, 2013
- Jean-Christophe Abramovici, Encre de sang. Sade écrivain, Paris, Classiques Garnier, coll. « L'Europe des Lumières », 2013
- Anne Coudreuse et S. Genand (dir.), Sade et les femmes. Ailleurs et autrement, Paris, L'Harmattan, 2013
- Michel Onfray, La Passion de la méchanceté. Sur un prétendu divin marquis, Paris, Autrement, 2014
- Pierre-Henri Castel, Pervers, analyse d'un concept. Suivi de Sade à Rome, Paris, Ithaque, 2014
- Abnousse Shalmani, Khomeiny, Sade et moi, Paris, Grasset, 2014
- Chiara Gambacorti, Sade : une esthétique de la duplicité - autour des romans historiques sadiens, Paris, Classiques Garnier, 2014
- Annie Le Brun, Sade : attaquer le soleil, Paris, Gallimard, 2014 Catalogue de l'exposition du musée d'Orsay.
- Michel Delon, Sade, un athée en amour, Paris, Albin Michel, 2014
- Frédéric Mazières, Le concept d'humour pervers chez Sade. Une analyse psychobiographique, Paris, L'Harmattan, 2017
- Armelle St-Martin (dir.), Sade dans tous ses états : deux cents ans de controverses, Mont-Saint-Aignan, Presses universitaires de Rouen et du Havre, 2017, 266 p. (ISBN 979-10-240-0841-7, présentation en ligne).
- Stéphanie Genand, Sade, Paris, Gallimard, coll. « Folio biographies », 2018
- Gérard Macé, Et je vous offre le néant, Paris, Gallimard, 2019
- Dominique Dussidour, Sade romancier, Paris, éditions Serge Safran, 2019
- Marie-Paule Farina, Le rire de Sade. Essai de sadothérapie joyeuse, Paris, Éditions L'Harmattan, coll. « Éthiques de la création », 2019
- Liza Steiner, Sade aujourd'hui. Anatomie de la pornocratie, préface de Jean-Christophe Abramovici, Paris, Classiques Garnier, coll. « Études de littérature des XXe et XXIe siècles », 2019
- Cahiers Sade n°1, Sylvain Martin (dir.), Meurcourt, Éditions les Cahiers, 2020 Comprenant notamment des entretiens avec Thibault de Sade, Philippe Sollers
- Michel Delon, La 121e Journée : L'incroyable histoire du manuscrit de Sade, Paris, Albin Michel, 2020
- Alberto Brodesco, Sade et le cinéma. Regard, corps, violence, trad. de l'italien par Vanessa Hélain, Aix-en-Provence, Rouge profond, 2020
- Liliane Giraudon, Sade épouse Sade, Dijon, Les Presses du réel, 2021 Sur les relations entre Sade et son épouse[1].
- Christian Lacombe (dir.), Dictionnaire Sade, Paris, Éditions L'Harmattan, 2021
- Armelle St-Martin, Sade, la Révolution et la finance, Paris, Classiques Garnier, coll. « L'Europe des Lumières », 2021
- Marc Hersant, L'écriture carcérale du marquis de Sade (1777-1790), Paris, Armand Colin, 2021
- Marie-Paule Farina, Voilà comme j'étais, autobiographie posthume de Sade, Paris, Éditions des instants, 2022
- Cahiers Sade n°2, Sylvain Martin (dir.), Meurcourt, Éditions les Cahiers, 2023

## Romans
- Pierre Bourgeade, Sade, sainte Thérèse, Paris, Gallimard, 1987, 211 p.  (ISBN 2-07-071149-8)
- Serge Bramly, La Terreur dans le boudoir[2], Grasset, 1994  (ISBN 2-246-48931-8)
- Pierre Bourgeade, Les Comédiens, Auch, Tristram, 2004, 138 p.  (ISBN 2-907681-41-9)
- Jean-Claude Hauc, La Postérité de Sade[3], Paris, Edilivre, 2012
- Dominique Maisons, On se souvient du nom des assassins, Paris, La Martinière, 10/2016, 518 p.  (ISBN 978-2-7324-8086-2) Sade constitue une partie clé de l'intrigue de ce thriller.